# استات آهن (II)
استات آهن(II) (به انگلیسی: Iron(II) acetate) با فرمول شیمیایی Fe(C۲H۳O۲)۲ یک ترکیب شیمیایی با شناسه پاب‌کم ۱۶۱۳۸۷ است. که جرم مولی آن ۱۷۳٫۹۳ g/mol می‌باشد. 